# Красная Криница
Красная Криница — поселок на ручье Прудок в Клинцовском районе Брянской области в составе  Рожновского сельского поселения.

## География
Находится в западной части Брянской области на расстоянии приблизительно 25 км на запад по прямой от вокзала железнодорожной станции Клинцы.

## История
Упоминается с 1920-х годов.На карте 1941 года показан как поселение с 45 дворами.

## Население
Численность населения: 11 человек (2002), 9 человек (2010), 8 человек (2013).
Будет упразднен как фактически не существующий в связи с переселением всех жителей на постоянное место жительства в другие населённые пункты